# Иидзима, Кэндзи
Кэндзи Иидзима (яп. 飯島健, 2 января 1935, Канагава, Япония) — японский хоккеист (хоккей на траве), нападающий.

## Биография
Хироси Кодзима родился 2 января 1935 года в японской префектуре Канагава.
В 1960 году вошёл в состав сборной Японии по хоккею на траве на Олимпийских играх в Риме, занявшей 14-е место. Играл на позиции нападающего, провёл 1 матч, забил 1 мяч в ворота сборной Польши.